# Françoise Guittet
Françoise Guittet, née Gouny le 12 avril 1925 à Paris et morte le 24 août 2009 à Forcalquier, était une escrimeuse française maniant le fleuret.
Son mari Jacques Guittet est également escrimeur.
Son petit-fils Cyril Guittet est un joueur de volley-Ball

## Carrière
Elle concourt à Londres lors des Jeux olympiques d'été de 1948 dans l'épreuve par équipes en compagnie de Renée Garilhe et Louisette Malherbaud.
Elle est championne du monde universitaire individuelle en 1947 à Budapest (Hongrie) et en 1949.
Elle est championne du monde par équipe aux Championnats du monde d'escrime 1950 et Championnats du monde d'escrime 1951.
Elle est médaillée d'argent aux Championnats du monde par équipe aux Championnats du monde d'escrime 1947 et Championnats du monde d'escrime 1952.
Elle est médaillée de bronze aux Championnats du monde par équipe aux Championnats du monde d'escrime 1948 et Championnats du monde d'escrime 1954.